# Cerro Ratones
Cerro Ratones är ett berg i Argentina. Det ligger i den norra delen av landet, 1 300 km nordväst om huvudstaden Buenos Aires. Toppen på Cerro Ratones är 5 097 meter över havet, eller 1 126 meter över den omgivande terrängen. Bredden vid basen är 11,9 km.
Terrängen runt Cerro Ratones är huvudsakligen kuperad. Trakten runt Cerro Ratones är nära nog obefolkad, med mindre än två invånare per kvadratkilometer.. Det finns inga samhällen i närheten. 
Trakten runt Cerro Ratones är ofruktbar med lite eller ingen växtlighet.